# Nakae Chōmin

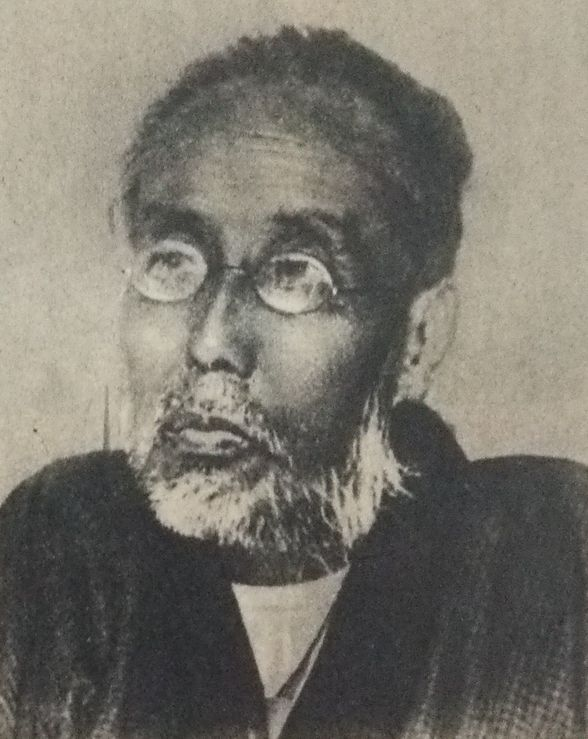
Nakae Chōmin

Nakae Chōmin (japanisch 中江 兆民, wirklicher Name: Nakae Tokusuke (中江 篤助); geb. 8. Dezember 1847, in der Provinz Tosa; gest. 13. Dezember 1901) war ein japanischer Denker und Politiker der Meiji-Zeit.

## Leben und Werk
Nakae Chōmin war ein Samurai des Tosa-han. Er studierte chinesische und westliche Kultur in Nagasaki und Edo. Die Meiji-Regierung sandte ihn mit der Iwakura-Mission nach Frankreich, wo er sich von 1872 bis 1874 weiterbildete. Nach seiner Rückkehr eröffnete er eine Lehranstalt für Französische Sprache und Kultur. Um 1880 war Nakae anerkannt als führender japanischer Spezialist auf dem Gebiet des französischen Gedankengutes und als führender Liberaler.
Nakae wurde 1881 Herausgeber der „Orient-Freiheitszeitung“ (東洋自由新聞, Tōyō Jiyū Shimbun) und trat in den 1880er Jahren ein für die Anerkennung der Menschenrechte und forderte den Rückzug der Abkömmlinge des Chōshū- und des Satsuma-Klans aus der Regierung. Nach der Einstellung der Zeitung gründete er ein eigenes Magazin „Anmerkungen zur politischen Vernunft“ (政理相談) und übersetzte Rousseaus „Gesellschaftsvertrag“ und andere französische Schriften, schrieb aber neben seiner Arbeit als Journalist auch eigene politische Gedanken nieder.
1887 wurde Nakae unter den „Sicherheitsverordnungen“ (保安条例, Hoan jōrei) aus Tōkyō verbannt, wurde dann aber bei der Abgeordnetenhauswahl 1890 im 4. Wahlkreis Osaka als Mitglied der „Konstitutionellen Freiheitspartei“ (立憲自由党 Rikken Jiyūtō) in den Reichstag gewählt. Schon im Jahr darauf trat er jedoch im Streit mit seinen Kollegen zurück, denen er ein zu große Anpassung an die Wünsche der Regierung vorwarf. – Nach einem erfolglosen Versuch, sich als Geschäftsmann zu betätigen, kehrte er zum Schreiben und zu politischen Aktivitäten zurück. Er gründete eine neue politische Partei unter dem Namen „Nationale Volkspartei“ (国民党 Kokumin-tō), blieb aber erfolglos. Sein Aufruf im Jahr 1900 zum Krieg gegen Russland lässt in seinen letzten Jahren eine Hinwendung zum Nationalismus erkennen.
Nakaes Philosophie kann als eine Verbindung von japanischer intellektueller Tradition und modernen Weltanschauungen wie Sozialismus und Marxismus betrachtet werden, von denen sich sein Schüler Kōtoku Shūsui dann angezogen fühlte.

## Werke
- Wissenschaftsgeschichte (理学沿革史, Rigaku enkaku-shi); 1886
- Diskussion dreier Betrunkener (三酔人経綸問答, Sansuijin keirin mondō); 1887
  - englisch: A Discourse of Three Drunkards on Government. Introduction by Nobuko Tzukui and Jeffrey Hammond. 1984 (UNESCO-Sammlung repräsentativer Werke)
- Aufwachen der Bürger (平民の目さまし, Heimin no mesamashi); 1887
- Anderthalb Jahre (一年有半, Ichinen yūhan); 1901
- Anderthalb Jahre, Fortsetzung (続一年有半, Zoku Ichinen yūhan); 1901